# Hubert Gérard Louis Regout
Hubert Gérard Louis ("Louis") Regout, ook wel aangeduid als Louis I Regout (Maastricht, 16 december 1832 - Meerssen, 6 januari 1905), was een Nederlands ondernemer en politicus. Hij was lid van de directie van de kristal-, glas- en aardewerkfabriek Petrus Regout & Co. en mede-oprichter en directeur van de porseleinfabriek Louis Regout en Zonen. Daarnaast was hij lid van Provinciale Staten van Limburg en lid van de Eerste Kamer der Staten-Generaal.

## Levensloop
Hubert Gérard Louis Regout was een telg uit de bekende Maastrichtse ondernemersfamilie Regout. Hij was de vierde zoon en het vijfde van de tien kinderen van Petrus Laurentius ("Petrus I") Regout (1801-1878) en Maria Aldegonda Hoeberechts (1798-1878). Hij kreeg zijn opleiding aan de handels- en industrieschool in het Belgische Mechelen. In 1850 kwam hij in de fabriek van zijn vader, de kristal-, glas- en aardewerkfabriek P. Regout & Co. (de latere Sphinx). Samen met zijn broers Petrus II, Eduard en Eugène zette hij het bedrijf voort. In de praktijk maakte Louis samen met Pierre (Petrus II) de dienst uit. Zij bouwden het bedrijf uit tot een bloeiend industrieel conglomeraat, dat echter ook bekendstond vanwege de slechte arbeidsomstandigheden. In 1877 richtte Louis met andere industriëlen de eerste Maastrichtse woningbouwvereniging op, die een jaar later een serie arbeiderswoningen aan het Lindenkruis en de Maagdendries opleverde. In 1892 komen 21 huizen aan de Herbenusstraat gereed.

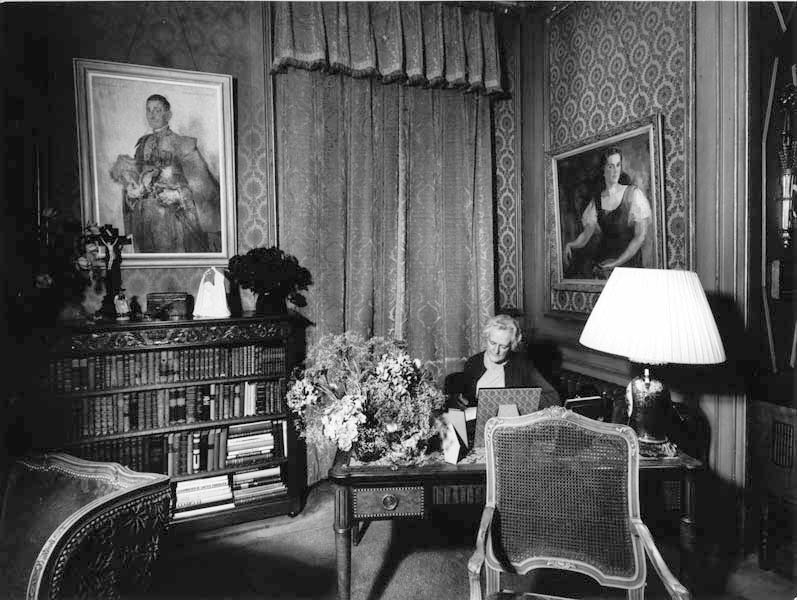
Villa Kruisdonk in 1970. Tot 1985 woonden hier nazaten van Louis Regout

In 1883 richtte hij, samen met zijn zoon Louis II, een porseleinfabriek op genaamd Louis R. en Zonen (de latere Koninklijke Mosa). In 1902 richtte hij de glasfabriek Stella op (die later fuseerde tot Kristalunie Maastricht).
Louis Regout was van 1872 tot 1881 lid van Provinciale Staten van Limburg; daarna was hij 23 jaar Eerste Kamerlid, net als zijn vader Petrus Regout. In de Kamer was hij pleitbezorger van handelsprotectie en van Limburgse belangen. Ook zorgde hij voor de verbetering van de spoorwegen en stations rondom Maastricht. In 1889 steunde hij het wetsvoorstel om te komen tot betere arbeidsomstandigheden in fabrieken.
Louis Regout woonde met zijn gezin aanvankelijk in het nieuw gebouwde herenhuis Markt 28, op de plek van de gesloopte Sint-Catharinakapel. Omstreeks 1880 verhuisde het gezin naar de villa Kruisdonk in de toenmalige gemeente Meerssen. De laatste vijf jaar van zijn leven woonde Louis daar zonder zijn vrouw Thérèse Berger. Hij overleed er zelf ook op 72-jarige leeftijd. Beiden werden bijgezet in een monumentaal graf op de Algemene Begraafplaats Tongerseweg (niet in de familiegrafkelder van de Regouts naast de Basiliek van Meerssen).
Louis I Regout was ridder in de Orde van de Nederlandse Leeuw.

## Nalatenschap
Van de door Louis I en zijn zoon gestichte Mosa-fabriek zijn aan de Meerssenerweg nog enkele gebouwen uit de stichtingsperiode over. De door de familie bewoonde villa Kruisdonk is een rijksmonument. Op de Algemene Begraafplaats aan de Tongerseweg bevindt zich het familiegraf, dat bestaat uit een kleine grafkapel, waarin acht marmeren plaquettes zijn aangebracht. Een van de plaquettes herinnert aan de in Dachau omgekomen kleinzoon Robert Regout (zie hieronder). De grafkapel is om die reden tevens een gemeentelijk oorlogsmonument.

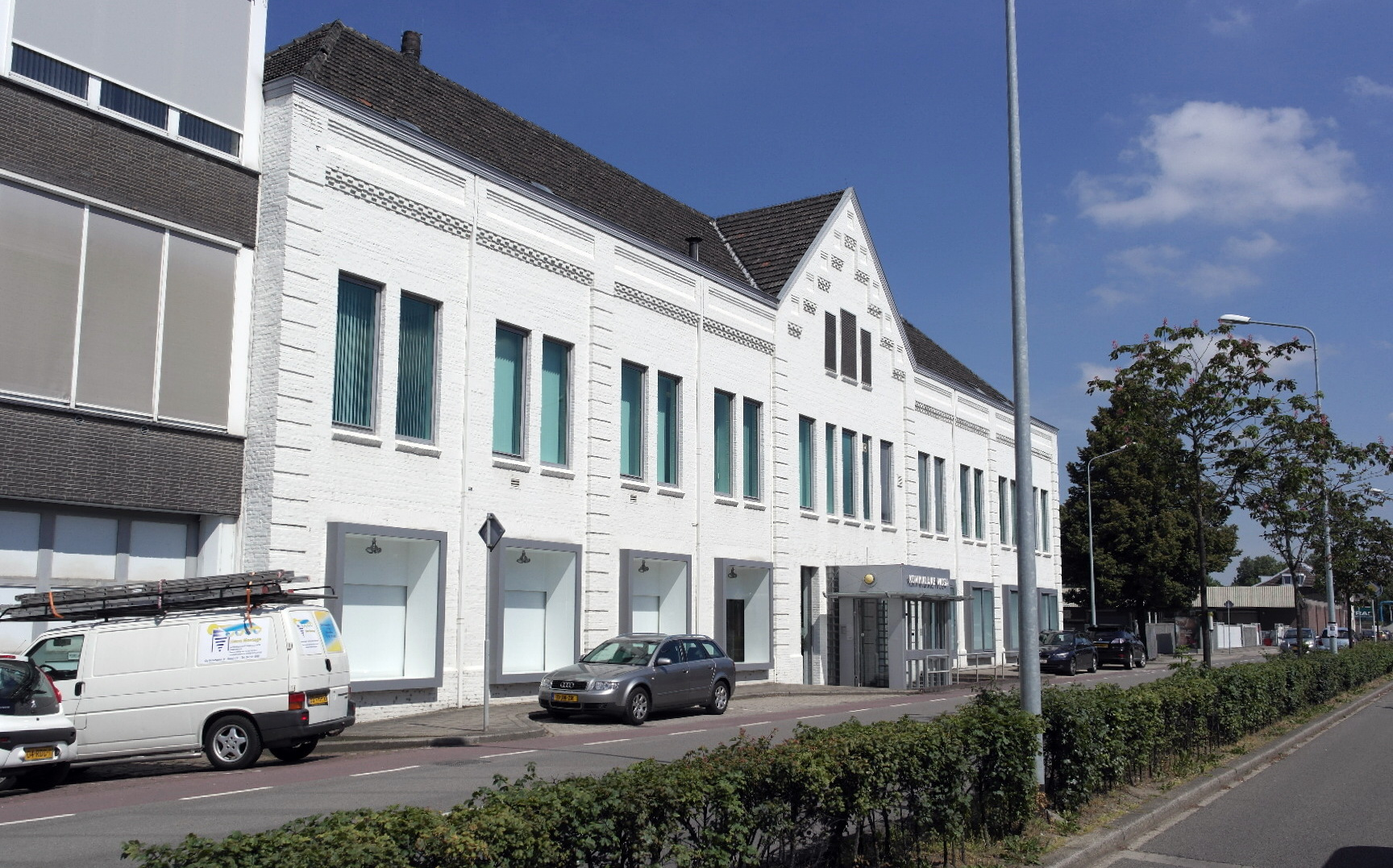
Mosa, Meerssenerweg
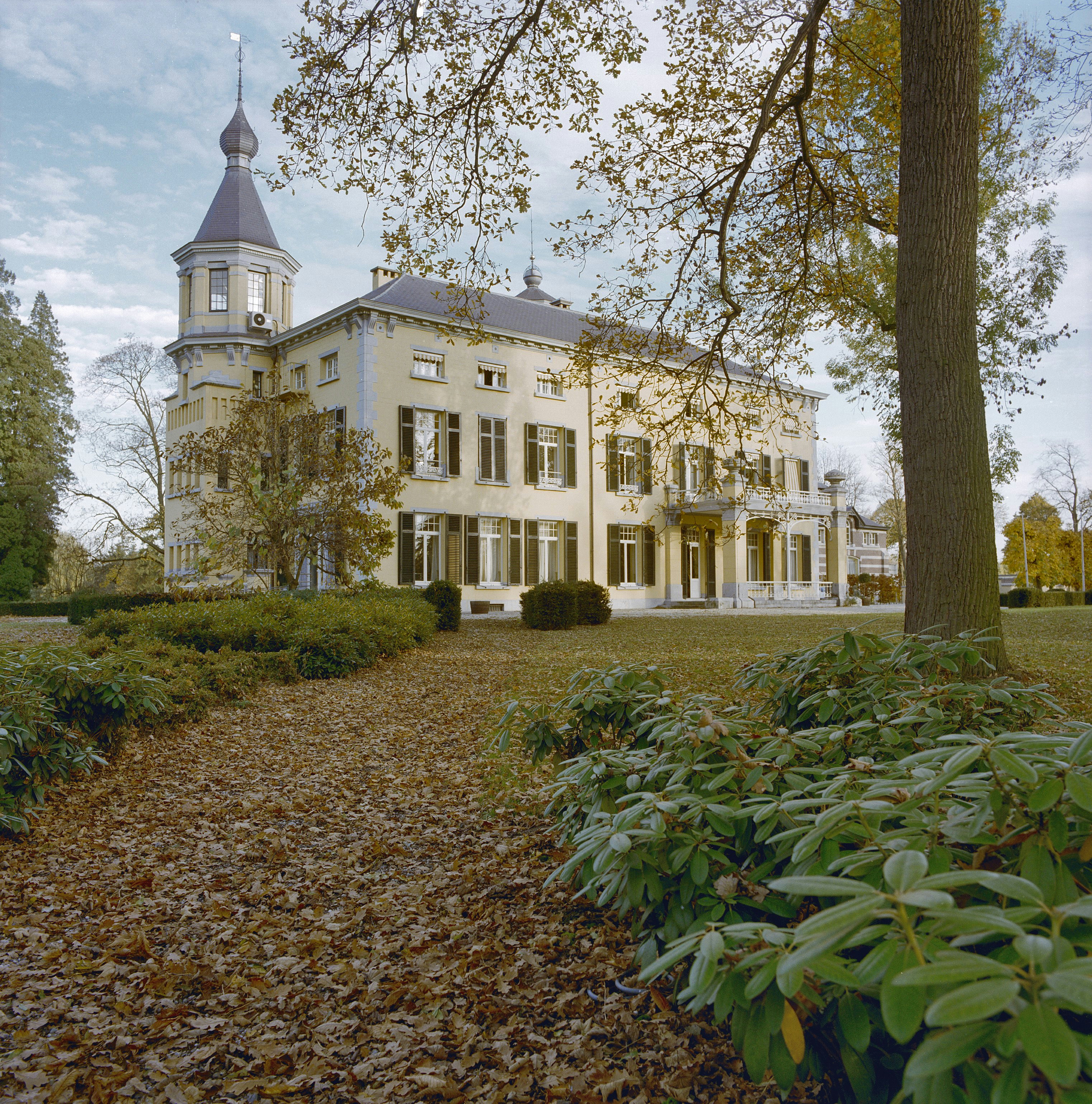
Villa Kruisdonk
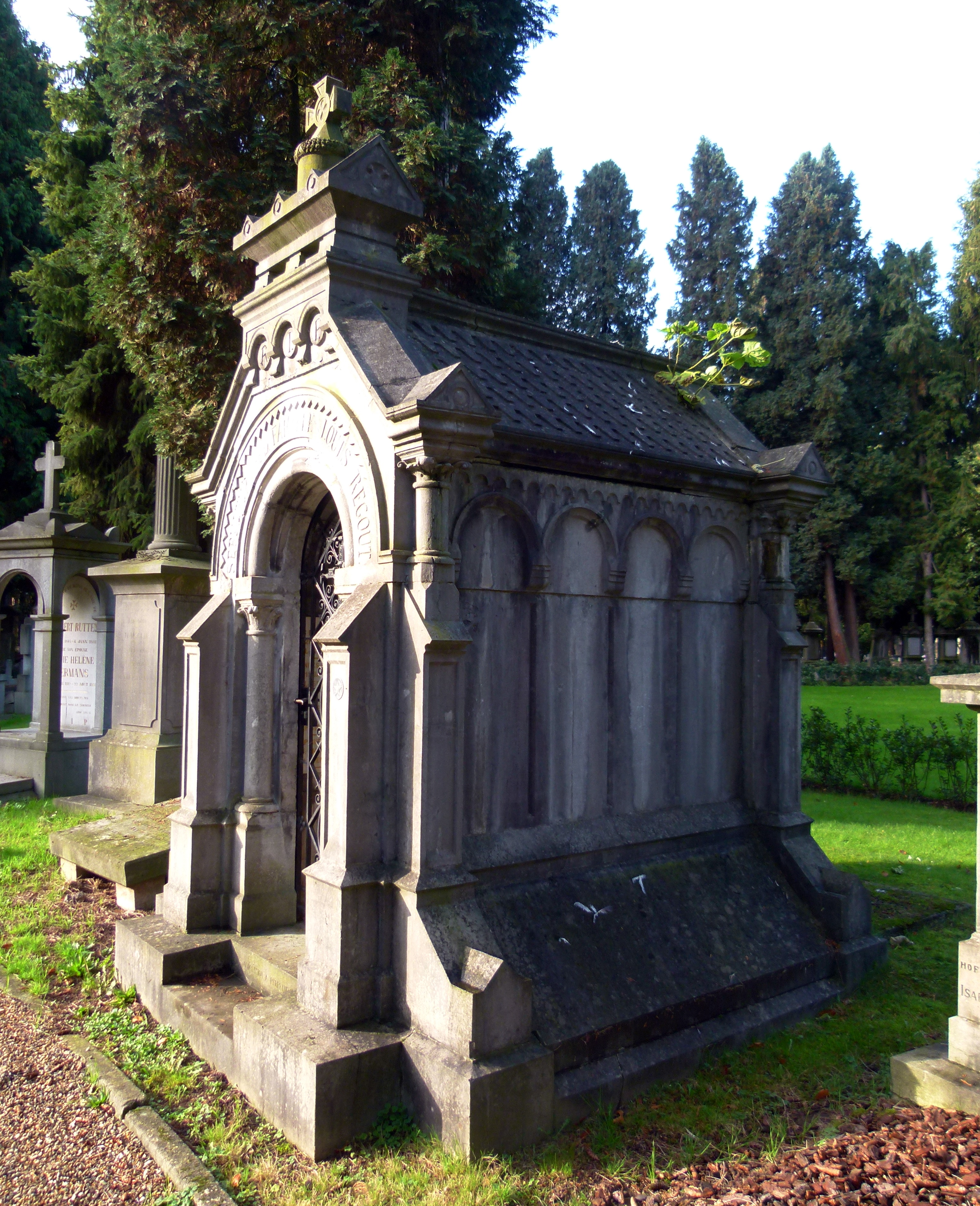
Grafmonument Tongerseweg
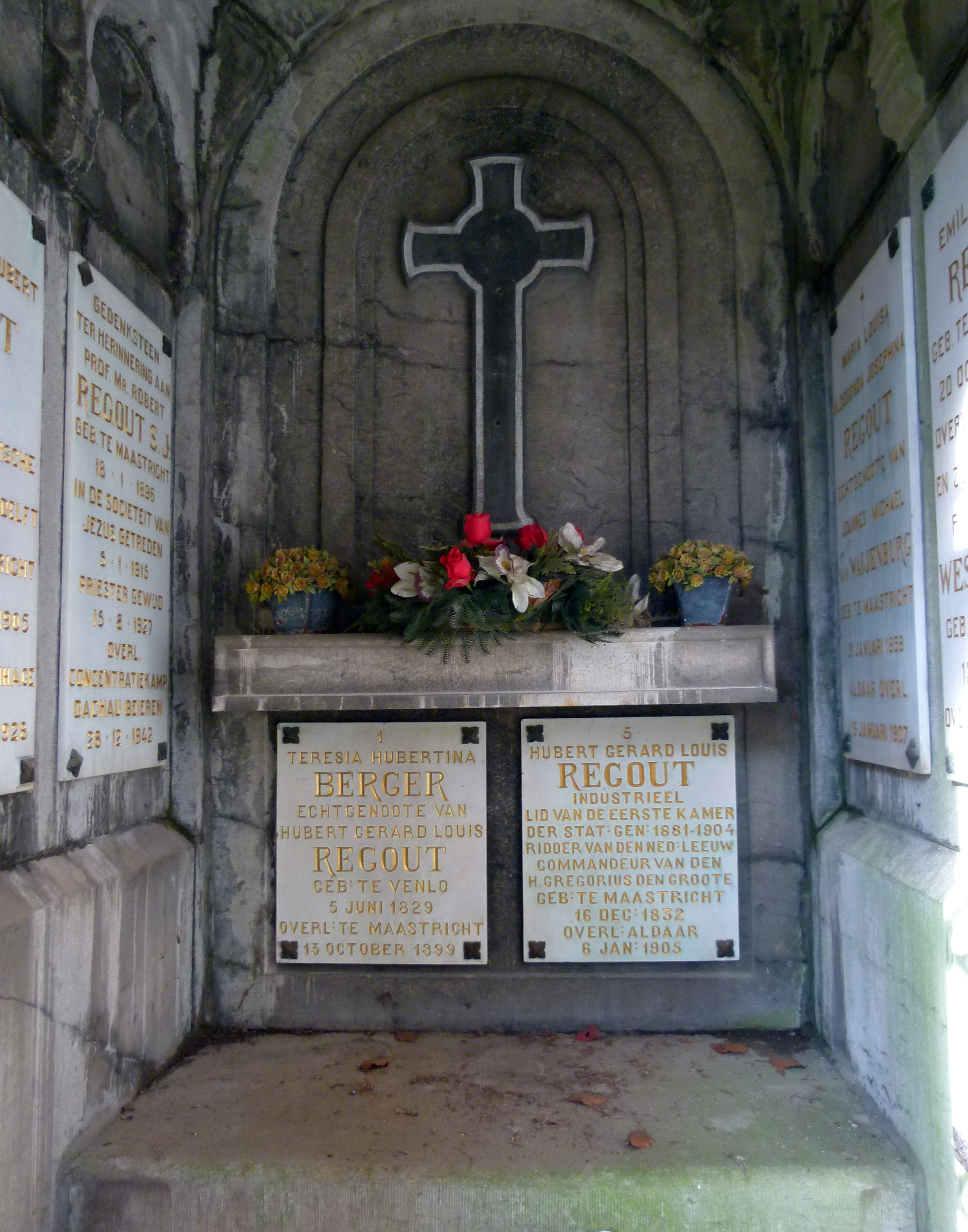
Idem, interieur

## Nakomelingschap
Hubert Gérard Louis Regout trouwde op 7 mei 1855 te Venlo met Theresia Hubertina Berger (1829-1899). Het echtpaar kreeg twaalf kinderen, van wie er vijf de volwassenheid niet bereikten. De drie zonen die de volwassenheid bereikten volgden in de voetsporen van hun vader en werden succesvolle ondernemers en/of politici.
|                                           |  |  |
| Thérèse Berger en haar kinderen, ca. 1865 |  |  |

1. Louis Pierre Hubert Regout (1856-1856)
2. Maria Louisa Aldegonda Josephina Regout (1858-1907), gehuwd met Joannes Michaël van Wayenburg (1852-1922), geen kinderen
3. Eugénie Hubertine Louise Regout (1859-1909), gehuwd met Armand Nicolas Alexandre Claessens (1856-1901), procureur des Konings te Tongeren, 4 kinderen
4. Emile Hubert Regout (1860-1905), in 1888 mede-oprichter en bestuurslid vloertegelfabriek Alfred Regout & Co. (later REMA), gehuwd met Regina Maria Westerwoudt (1863-1941), 5 kinderen
5. Louis Hubert Willem ("Louis II") Regout (1861-1915), ingenieur, jurist, mede-oprichter en directeur Mosa, lid en gedeputeerde Provinciale Staten van Limburg, lid Eerste Kamer, Minister van Waterstaat, gezant bij de Heilige Stoel, gehuwd met Wilhelmina Joanna Everard (1868-1956), 9 kinderen
6. Edmond "Robert" Hubert Regout (1863-1913), advocaat, officier van justitie te Roermond, lid Tweede Kamer der Staten-Generaal, minister van Justitie, gehuwd met Catharina Monica Maria van Sonsbeeck (1860-1942), geen kinderen
7. Anna Emilia Louisa Hubertina Regout (1865-1900), gehuwd met mr. Willem Jan Maria Westerwoudt (1858-1952), 3 kinderen
8. Josephina Wilhelmina Theresia Hubertina ("Theresia") Regout (1866-1943), gehuwd met jhr. mr. Theodorus Gijsbertus Maria Smits (1860-1919), 3 kinderen
9. Johannes Hubertus Regout (1869-1869)
10. Josefina Hubertina Regout (1870-1874)
11. Johannes Pius Maria Eugene Hubert Regout (1871-1871)
12. Louise Eugénie Hubertine Regout (1873-1881)

In 2012 behoorden 25 van de 365 nakomelingen van Petrus I Regout en Aldegonda Hoeberechts tot de tak Louis Regout (15 mannen en 10 vrouwen), daarmee de op een na minst talrijke tak vormend. Van de bekendere nakomelingen kunnen genoemd worden: de politici Louis II en Robert Regout, de verzetsstrijders Robert Regout (zijtak Louis II) en Ernst van Kempen (zijtak Emile), de geograaf en cineast Theo Regout (zijtak Louis II), en de bestuurders J.Th.M. Smits van Oyen en J.J. Smits van Oyen (beiden zijtak Theresia).